# Sportplatzbau
Während die Planung und Projektierung von Sportplatzflächen und Freiräumen in Sportanlagen in der Regel die Aufgabe von Landschaftsarchitekten ist, werden die zugehörigen Bau- und Pflegeleistungen von Fachfirmen für Garten-, Landschafts- und Sportplatzbau angeboten und durchgeführt.
Im Wesentlichen handelt es sich um Rasen-, Tennen-, Kunstrasen- und Kunststoffflächen (siehe auch DIN 18035, Sportplätze) sowie um die zugehörigen Nebenflächen wie Wege, Wiesen- und Pflanzflächen.
Als Spielfeldbeläge für Fußball- und Hockeyplätze gewinnen Kunststoffrasensysteme eine immer größere Bedeutung im Sportplatzbau, im kommunalen Bereich werden insbesondere Tennenplätze durch Kunstrasenplätze ersetzt – im Sinne der ganzjährigen Bespielbarkeit bei intensiver Nutzung im Breitensport.     
Die relativ hohen Baukosten in Verbindung mit der Entwicklung und manchmal unkritischen Auslieferung neuer Produkte und Hilfsstoffe zwingen bei diesen Belagsystemen zu einer besonders sorgfältigen Planung, sachverständigen Bauüberwachung und auch Beratung des Betreibers hinsichtlich der Unterhaltskosten, die über die Anfangsinvestition hinaus zu tragen sind. 
"Sachverständiger (ö.b.v.) für Sportplatzbau" ist meist ein Diplom-Ingenieur der Fachrichtung Landschaftsarchitektur oder auch ein Dr. Ing. aus dieser oder einer ähnlichen Fachrichtung, dessen Qualifikation für dieses Spezialgebiet besonders geprüft und der von einer IHK, einer Landwirtschaftskammer oder einem Regierungspräsidium öffentlich bestellt und vereidigt worden ist.
Kosten im Sportplatzbau
Die Kosten beim Bau eines Sportplatzes hängen von der Bauweise und den verbauten Materialien ab. Der Neubau eines Kunstrasenplatzes (Fußballfeld, Standardmaße: 105 m × 68 m) kostet inklusive Drainage, Beregnungsanlage, Flutlicht und einem Barrieresystem zwischen 500.000 Euro bis 600.000 Euro. Beim Bau eines Naturrasenplatzes mit den gleichen Maßen, müssen Kosten von ca. 280.000 Euro bis 340.000 Euro in die Planung einkalkuliert werden. Zu Beginn der Planungsphase sollte immer ein entsprechendes Nutzungskonzept der Sportstätte angefertigt und von einem Fachplaner überprüft werden.

## Bauweise von Rasenplätzen
Die DIN 18035-4 (oder z. B. in Österreich die Ö-NORM 2606-1) beschreibt ausführlich die Anforderungen, die eine Sportrasenfläche zu erfüllen hat. Eine ausreichende Wasserdurchlässigkeit und hohe Vegetationsfreudigkeit gehören zu den zentralen Aufgaben beim Sportplatzbau. Die Einhaltung der Norm bezweckt, dass Sportplätze bundesweit nach einem einheitlichen Schema aufgebaut sind und die Regelsaatgutmischungen ohne Berücksichtigung regionaler Unterschiede der Bodenbeschaffenheit oder des Klimas zu verwenden sind. 
Um auf die unterschiedlichen Gegebenheiten vor Ort reagieren zu können, unterscheidet man im Sportplatzbau zwischen diversen Bauweisen. Dies kann die Drainschichtbauweise nach DIN 18035 sein (bei wasserundurchlässigem Grund) oder nach derselben Norm die bodennahe Bauweise (bei wasserdurchlässigem oder bedingt durchlässigem Baugrund). Bei weniger gehobenen Ansprüchen, zum Beispiel, wenn ein Fußballplatz nur gelegentlich oder  vorrangig im Breitenfußball genutzt wird, kann die bodennahe Bauweise außerhalb der DIN-Norm ausreichend sein. Der vergleichsweise oberflächlich angelegte Oberbodenplatz verzichtet auf den Schichtaufbau und ist daher gegenüber äußeren Einflüssen wie Frost und starkem Regen deutlich empfindlicher.
Schäden an der Rasenschicht können durch Regenerationsmaßnahmen und eine Nachsaat behoben werden. Alle die Neu-Einsaat oder den Rasenaustausch betreffenden Maßnahmen erfordern eine fachlich richtige Vorbereitung der Fläche gemäß DIN 18035-4. Die Vorbereitung der Rasentragschicht für eine Neu-Einsaat oder eine Belegung mit Fertigrasen unterscheidet sich nicht wesentlich. 
Beim Einbau einer Rasenheizung sind zusätzliche Anforderungen an die Wärmeverteilung und an die physikalischen Bodeneigenschaften zu stellen. Eine fachgerechte Pflege des Bodens, so zum Beispiel das Aerifizieren muss auch mit einer Rasenheizung möglich sein. Hieraus ergeben sich Richtwerte für die Einbautiefe der Rasenheizung, die bei der Installation berücksichtigt werden. Gemäß DIN 18035 muss zudem eine ebene und trittfeste Drainage aufgebaut sein, auch ist eine Beregnungsanlage Bestandteil des Spielfelds, diese muss aber nicht in dessen Unterbau integriert sein.